# Kirsch (Familienname)
Kirsch ist ein deutscher Familienname. Der Name wurde erstmals 1330 und wieder 1349 als Kirs bezeugt. 1522 trat zum ersten Mal die Version Kirsche auf. Der Name ist ein Wohnstättenname zum mittelhochdeutschen Wort kerse und zum frühneuhochdeutschen kirse. Er bedeutet Kirsche im Sinne von Kirschbaum oder als Übernamen beziehungsweise mittelbaren Berufsnamen Kirschverkäufer.

## Verbreitung
In Deutschland und Österreich tragen circa 8000 Familien diesen Namen. Besonders häufig kommt er im Saarland vor.

## Namensträger

### A
- Adam Friedrich Kirsch (16??–1716), deutscher Philologe
- Adam Kirsch (* 1976), US-amerikanischer Literaturkritiker und Schriftsteller
- Albin Kirsch (1852–1928), deutscher Fabrikant und Politiker
- Alex Kirsch (* 1992), luxemburgischer Radrennfahrer
- Alexander Kirsch (* 1966), deutscher Unternehmens- und Wirtschaftsmanager
- Alexandra Kirsch (* 1980), deutsche Medieninformatikerin und Hochschullehrerin
- Angelina Kirsch (* 1988), deutsches Plus-Size-Model
- Arnold Kirsch (1922–2013), deutscher Mathematiker
- August Kirsch (Sportfunktionär) (eigentlich Augustin Kirsch; 1925–1993), deutscher Leichtathlet, Sportwissenschaftler und Sportfunktionär
- August Friedrich Kirsch (1882–1949), deutscher Dekorations- und Landschaftsmaler
- August Theodor Kirsch senior (1862–1931), österreichischer Zeitungsherausgeber
- August Theodor Kirsch junior (1902–1959), österreichischer Zeitungsherausgeber

### B
- Benedikt Kirsch (* 1996), deutscher Fußballspieler
- Bernd Kirsch (* 1965), deutscher Heilpraktiker
- Bernhard Kirsch (1853–1931), deutscher Bauingenieur und Hochschullehrer
- Botho Kirsch (1927–2018), deutscher Journalist

### C
- Carolin Kirsch (* 1967), deutsche Politikerin (SPD)
- Christopher Kirsch (* 1968), deutscher Polospieler

### D
- Dieter Kirsch (* 1940), deutscher Lautenist und Hochschullehrer
- Dirk-Michael Kirsch (* 1965), deutscher Musiker und Komponist

### E
- Eberhard Kirsch (* 1947), deutscher Prähistoriker
- Eduard Kirsch (1817–1864), deutscher Unternehmer und Politiker
- Ernst Kirsch (1916–1990), deutscher Urologe und Hochschullehrer
- Ernst Otto Johannes Kirsch (1831–1887), deutscher Generalmajor

### F
- Fabian Kirsch (* 1977), deutscher Verwaltungsjurist, Staatssekretär
- Franz Kirsch (1901–1944), deutscher Politiker (KPD) und Widerstandskämpfer
- Fred Kirsch, deutsch-US-amerikanischer Box- und Konzertveranstalter
- Friedrich von Kirsch (1861–1931), österreichischer Generalmajor
- Friedrich Kirsch (* vor 1930), deutscher Heimatforscher
- Fritz Kirsch (1903–1940), deutscher Politiker (KPD) und Widerstandskämpfer

### G
- Georg Wilhelm von Kirsch (1752–1829), deutscher Gymnasiallehrer
- Gerhard Kirsch (1890–1956), österreichischer Physiker
- Guy Kirsch (* 1938), luxemburgischer Wirtschafts- und Sozialwissenschaftler

### H
- Hans-Jürgen Kirsch (* 1960), deutscher Wirtschaftswissenschaftler
- Hans Vollrath Kirsch (1886–1953), deutscher Dichter und Maler
- Heinrich Kirsch (1837–1917), österreichischer Buchhändler
- Helene Kirsch (1906–1999), deutsche Politikerin (KPD, SED)
- Horst Kirsch (Fußballspieler, 1933) (1933–2023), deutscher Fußballspieler (Jena)
- Horst Kirsch (Fußballspieler, 1939) (1939–2018), deutscher Fußballspieler (Neunkirchen, Völklingen, Bad Kreuznach)
- Hugo Franz Kirsch (1873–1961), österreichischer Bildhauer

### J
- J. Christian B. Kirsch (* 1943), Initiator, Gründer und Generalsekretär des International Delphic Council
- Jan-Holger Kirsch (* 1972), deutscher Historiker
- Jens J. Kirsch (1939–2025), deutscher Chirurg, Kulturpolitiker und Kunstsammler
- Joachim Kirsch (Mediziner, 1907), deutscher Chirurg, Zahnarzt und Hochschullehrer, Vater von Jens J. Kirsch
- Joachim Kirsch (Mediziner, 1958) (* 1958), deutscher Anatom, Zellbiologe und Hochschullehrer
- Johann Peter Kirsch (1861–1941), luxemburgischer Archäologe und Kirchenhistoriker
- Johann Viktor Kirsch (1891–1946), deutscher SS-Hauptscharführer
- Johanna Kirsch (* 1856; † nach 1930), deutsche Malerin
- Johannes Kirsch (Politiker) (1891–1951), deutscher Politiker (KPD) und Widerstandskämpfer
- Johannes Kirsch (Offizier) (* 1902), deutscher Offizier und Nachrichtendienstler
- Johannes Kirsch (Bildhauer) (1930–2015), deutscher Bildhauer
- Johannes Kirsch (Tischfußballspieler) (* 1982), deutscher Tischfußballspieler
- Jonathan Kirsch (* 1949), US-amerikanischer Jurist und Schriftsteller
- Josef Kirsch (1898–?), österreichischer Schriftsteller
- Josephine Kirsch (* 1990), deutsche Autorin

### K
- Karl Kirsch (1938–2022), deutscher Physiologe und Hochschullehrer
- Kathrin Kirsch (* 1975), deutsche Musikwissenschaftlerin
- Kira Kirsch (* 1972), deutsche Bewegungskünstlerin und Theaterintendantin

### L
- Ludwig Kirsch (1891–1950), deutscher Politiker (Zentrum, CDU)

### M
- Manfred Kirsch (* 1944), deutscher Fußballspieler
- Martin Kirsch (* 1965), deutscher Historiker und Hochschullehrer
- Marvin Kirsch (* 2000), deutscher Sport-Kommentator und -Moderator
- Max Kirsch (1893–1963), deutscher Ingenieur und Abenteurer

### N
- Nicola Kirsch (* 1975), deutsche Schauspielerin
- Nikolaus Kirsch-Puricelli (1866–1936), deutscher Industrieller, Stifter und Diplomat

### O
- Olga Kirsch (1924–1997), südafrikanisch-israelische Dichterin
- Otto Kirsch (Schauspieler) (1862–1932), österreichischer Schauspieler
- Otto Kirsch (Künstler) (1923–2007), deutscher Maler und Bildhauer

### P
- Patrick Kirsch (* 1981), deutscher Fußballspieler
- Peter Kirsch (Psychologe) (* 1966), deutscher Psychologe
- Peter Anton Kirsch (1869–1929), deutscher katholischer Theologe und Religionshistoriker
- Philippe Kirsch (* 1947), belgisch-kanadischer Jurist und Diplomat

### R
- R. J. Kirsch (Rolf J. Kirsch; * 1959), deutscher Maler und Konzeptkünstler
- Rainer Kirsch (1934–2015), deutscher Schriftsteller
- Richard Kirsch (1915–1971), deutscher Chirurg; Hochschullehrer in Ost-Berlin und Dresden
- Roland Kirsch (Fußballspieler) (1943–2021), deutscher Fußballspieler
- Roland Kirsch (1960–1989), rumäniendeutscher Schriftsteller
- Rolf Kirsch (* 1944), deutscher Fußballspieler
- Roman Kirsch (* 1988), deutscher Unternehmer
- Romy Kirsch (* 1994), französische Sängerin
- Rudolf Kirsch (* 1939), deutscher Handballspieler

### S
- Sarah Kirsch (1935–2013), deutsche Lyrikerin und Schriftstellerin
- Sarah Kirsch (Musikerin) (1970–2012), US-amerikanische Musikerin
- Silke Wickel-Kirsch (* 1967), deutsche Wirtschaftswissenschaftlerin und Hochschullehrerin
- Simon Kirsch (* 1985), deutscher Schauspieler
- Stan Kirsch (1968–2020), US-amerikanischer Schauspieler
- Stefan F. Kirsch (* 1976), deutscher Chemiker und Hochschullehrer
- Steve Kirsch (* 1956), US-amerikanischer Erfinder

### T
- Theodor Kirsch (Entomologe) (1818–1889), deutscher Entomologe
- Theodor Kirsch (Politiker) (1847–1911), deutscher Jurist und Politiker (Zentrum), MdR
- Theodor Kirsch (Mediziner) (1912–1997), deutscher Kieferchirurg und Hochschullehrer
- Thomas G. Kirsch (* 1966), deutscher Ethnologe, Kulturanthropologe und Hochschullehrer
- Toni Kirsch (* 1957), deutscher Radsportfunktionär

### U
- Uli Kirsch (* 1978), deutscher Schauspieler
- Ulrich Kirsch (* 1951), deutscher Offizier und Bundeswehrfunktionär

### W
- Werner Kirsch (Tierzüchter) (1901–1975), deutscher Tierzuchtwissenschaftler
- Werner Kirsch (Betriebswirt) (* 1937), deutscher Wirtschaftswissenschaftler
- Werner Kirsch (Boxer) (1938–2017), deutscher Boxer und Boxtrainer
- Werner Kirsch (Mathematiker) (* 1956), deutscher Mathematiker
- Wilhelm-Michael Kirsch (1899–1976), deutscher Wirtschaftswissenschaftler und Hochschullehrer
- Wolfgang Kirsch (Politiker, 1913) (1913–1996), deutscher Jurist und Politiker (FDP), Justizsenator
- Wolfgang Kirsch (Altphilologe) (1938–2010), deutscher Altphilologe
- Wolfgang Kirsch (Handballspieler) (* 1947/1948), deutscher Handballspieler, -trainer und -funktionär
- Wolfgang Kirsch (Politiker, 1950) (* 1950), deutscher Jurist und Politiker (CDU), Landrat
- Wolfgang Kirsch (Manager) (* 1955), deutscher Bankmanager